# 保積英次
保積英次（ほづみえいじ、1918年 - 2007年）は、東京工芸大学芸術学部名誉教授。写真、カメラ、ストロボ（エレクトロニックフラッシュ）、その他の理論と実践を専門とした。

## 略歴
1918年東京生まれ。1941年東京写真専門学校（旧制）卒業。助手、助教授、東京写真短期大学教授を経て、東京写真大学短期大学部学部長（学長職）となる。当時の東京写真短期大学は、主として営業写真館の写真家を目指す者を対象としていた。その後、東京工芸大学芸術学部名誉教授。
桑沢デザイン研究所講師、日本写真学会評議委員などを歴任。

## 主要著書
- 「最新ストロボ技術」 朝日ソノラマ 1981年 ISBN 978-4-257-08014-5
- 「ストロボの科学知識」 朝日ソノラマ 1983年 ISBN 4-257-08089-2

- 「図説色彩写真技術」 共立出版 1976年 ISBN 978-4-320-09209-9
- 「センシトメトリーの実際 改訂版」共立出版 1983年 ISBN 4-320-09204-X
- 「図説写真技術」共立出版 2000年 ISBN 9784-320-09203-7

- 「電子カメラ ― 光と電子頭脳の新しい世界」工業調査会 1979年 ISBN 978-476-936003-2